# Eppenberg-Wöschnau
Pour les articles homonymes, voir Eppenberg.
Eppenberg-Wöschnau est une commune suisse du canton de Soleure, située dans le district d'Olten.

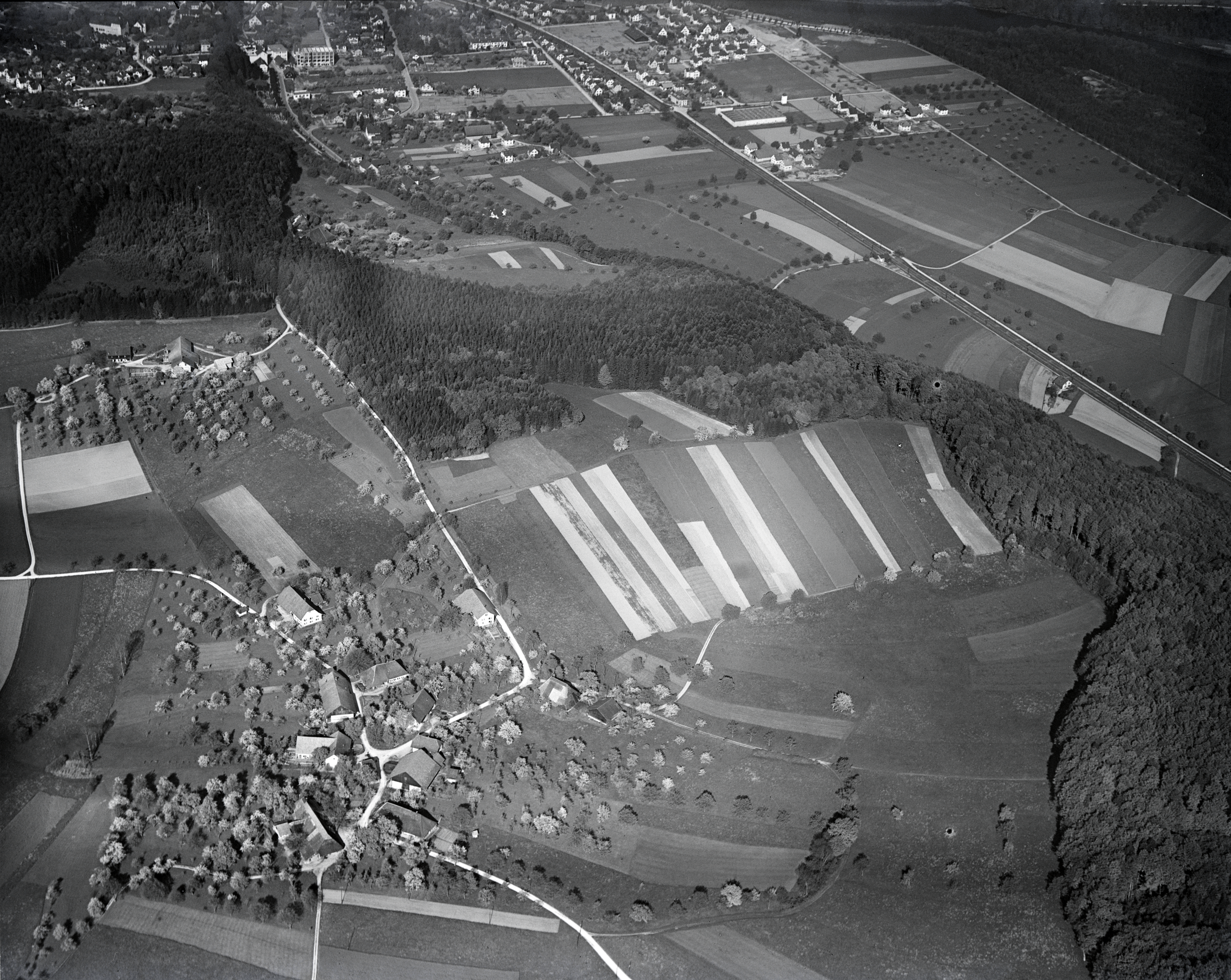
Vue aérienne de 300 m par Walter Mittelholzer (1930)